# Lingerie Basketball League
Lingerie Basketball League (LBL) é uma liga de basquete estadunidense, criada em 2011, na qual as jogadoras têm como uniforme apenas lingeries.

## Equipes
Até o momento, são apenas quatro equipes inscritas.
| Equipe        | Técnico          |
| ------------- | ---------------- |
| L.A. Beauties | Mason Wooldridge |
| L.A. Divas    | Torino Johnson   |
| L.A. Glam     | Bam Hall         |
| L.A. Starlets | Sheldon Crowley  |